# Beaver Brook State Park
Beaver Brook State Park ist ein State Park auf dem Gebiet der Gemeinden Windham und Chaplin im US-Bundesstaat Connecticut. Zum Parkgebiet gehört Bibbins Pond, auch bekannt als Beaver Brook Pond. Das Gebiet umfasst das Flusstal des Beaver Brook nördlich des Teiches und wird nach Norden durch den Air Line State Park Trail abgeschlossen. Der State Park wurde 1955 durch eine Schenkung von 66,8 ha (165 acre) von H. Keeney Lathrop errichtet. Heute umfasst er 162 ha.

## Geographie
Das Parkgebiet beginnt im Norden entlang des Ames Brook beziehungsweise des Air Line State Park Trail. Nordwestlich des Parks liegt der Beaver Hill. Von dort zieht sich der Park nach Süden. Im Park befinden sich die Quellen des Beaver Brooks, dessen Verlauf der Park folgt. Der Beaver Brook verlässt den Park an dessen südlichem Ende mit dem Abfluss aus dem Bibins Pond. Der Beaver Brook fließt für einige Kilometer in südlicher Richtung, bevor er in den Merrick Brook ⊙ mündet, der seinerseits dem Shetucket River zufließt.
Das flachhügelige Gebiet des Parks ist von Mischwald bedeckt.

## Geschichte
Es ist wahrscheinlich, dass es auf dem Gebiet des Parks früher einen Biberdamm gegeben hat. Das lässt sich jedoch nicht mehr verifizieren. 1955 schenkte H. Keeney Lathrop dem State of Connecticut 165 acre Land. Vorher wurden die zugehörigen Teiche wohl ausgebaut um als Angelreviere zu dienen. Das Connecticut State Register and Manual verzeichnet eine immense Vergrößerung des Parkgebietes von 1955 bis 1957 auf 391 acres. Schon 1960 erreichte der Park seine jetzige Größe von 401 acres.  2013 machte der State of Connecticut eine Ausschreibung um Bibbins Pond Dam auszubessern.

## Freizeitmöglichkeiten
Das Connecticut Department of Energy and Environmental Protection verzeichnet den Beaver Brook State Park als unentwickelten walk-in park mit Jagdmöglichkeiten. Der Flyfisher’s Guide to Connecticut führt den Beaver Brook als erstklassiges Forellengewässer. Es gibt keine saisonalen Beschränkungen für das Angeln, es ist jedoch nur Fangen und Freilassen erlaubt. Und man darf nur mit künstlichen Fliegen und Widerhakenfreien Haken angeln. Auf dem Teich sind nur motorlose Boote erlaubt. Beaver Brook State Park ist verbunden mit dem Air Line State Park Trail. Im Park befindet sich auch ein Geocache. 1994 wurde von Sean Wozniak ein state record im Angeln für Bachsaibling erzielt.
Zugänge zum Park befinden sich an der Kreuzung der Connecticut Route 203 und Connecticut Route 14 in Windham, oder aber nach einer Strecke von ca. 1 km auf der Route 14 Richtung Osten und dann über eine Seitenstraße, die nach ca. 4 km zum Teich auf der linken Seite führt.

## Anmerkung
The Day berichtete, dass die erste Schenkung 175 acres umfasste, aber State of Connecticut führt in der offiziellen Publikation von 1955 nur 165 acres auf.